# Condado de Cloud
O Condado de Cloud é um dos 105 condados do estado americano de Kansas. A sede do condado é Concordia, e sua maior cidade é Concordia. O condado possui uma área de 1 861 km² (dos quais 7 km² estão cobertos por água), uma população de 10 268 habitantes, e uma densidade populacional de 6 hab/km² (segundo o censo nacional de 2000). O condado foi fundado em 27 de março de 1867.